# アクバシュ・ハーン
アクバシュ・ハーン（Akbash Khan、生年不詳 - 1700年）は、今の中国西北部新疆ウイグル自治区にあったヤルカンド・ハン国の17世紀末のハン。「ムハンマド・ムミーン（Muhammad Mmin）」とも。

## 概要
中国では「チャガタイ後王」の名前で知られた。